# Dhanurásana

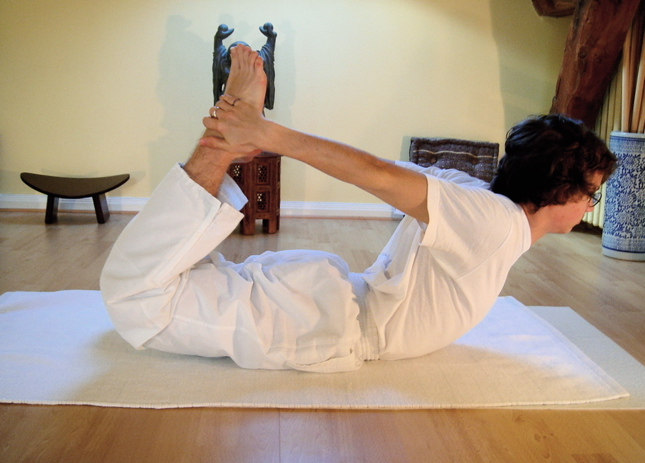
Dhanurásana

Dhanurásana (धनुरासन) neboli luk je jedna z ásan.

## Etymologie
Název pochází ze sanskrtských slov Dhanura (धनुर, Dhanura), což znamená „luk“, a Asana (आसन, Āsana), což znamená „sezení“.

## Popis
Nejprve je třeba si lehnout na břicho, levým předloktím se opřít o zem. Ohne se pravá noha a pravou rukou uchopí kotník. Nyní se luk napne: hrudní kost se vytáhne dopředu nahoru, ramena zatlačí pryč od uší, ohnuté koleno natáhne dozadu a zvedne se ze země, patu oddaluje od hýždí. Pokud je cítít velký tah v dolní části zad, nechá se trup ležet na zemi a čelo se položí na předloktí.